# Préhistoire de la Corse
La Préhistoire de la Corse correspond à la période précédant l'Antiquité durant laquelle la fréquentation humaine est attestée dans cette île. Les plus anciennes traces de présence humaine sont avérées à partir du Mésolithique, mais se développent pleinement à partir du Néolithique.

## Paléolithique
Considérées un temps comme les premiers indices de présence humaine en Corse, les accumulations de bois du site de la grotte de la Coscia à l’est du Cap Corse sont aujourd'hui interprétées comme des accumulations naturelles. L'occupation paléolithique de la Corse n'est donc toujours pas attestée (Elizabeth Pereira, Mare Latinu RCFM 1/10/21).

## Mésolithique (entre 9000 et 6000 av. J.-C.)
Si les manifestations d’une colonisation paléolithique font actuellement défaut, il existe en revanche de nombreuses données témoignant d’une fréquentation mésolithique à partir du IXe millénaire av. J.-C. : plusieurs sites sont connus et ont été fouillés. Certains ont livré des sépultures, par exemple à Bonifacio et Campu Stefanu sur la commune de Sollacaro, en Corse-du-Sud, et à Pietracorbara (Haute-Corse). 
La première, datée du VIIIe millénaire présente dans le traitement du mort de très nombreuses similitudes avec les sépultures épigravettiennes des Arene Candide (Ligurie, Italie) et notamment la tombe II fouillée par L. Cardini en 1980. Dans ces deux cas en effet, les squelettes reposaient allongés sur le dos, les bras le long du corps, les pieds joints, la tête sur le côté en position forcée ; et ils avaient été recouverts d’une substance minérale rouge. Ces analogies suggèrent une certaine unité culturelle au VIIIe millénaire de part et d’autre de la Mer Tyrrhénienne. Un autre élément vient étayer la même idée : les industries lithiques des sites corso-sardes et de certains assemblages de la côte occidentale de l’Italie (Grotta della Madonna en Calabre, Grotta della Serratura en Campanie, Riparo Blanco au Mont Circé) montrent de grandes ressemblances.
Aussi, quelle que soit la réalité des fréquentations paléolithiques de ces îles, tout porte à croire que les sociétés qui s’y développèrent après la dernière glaciation avaient une origine strictement continentale. La présence des humains anatomiquement modernes en Corse et en Sardaigne serait donc liée à l’arrivée, au cours du Mésolithique, de nouvelles populations probablement venues des côtes italiennes les plus proches.

## Néolithique (entre 5700 et 2000 av. J.-C.)
Le développement des économies agro-pastorales néolithiques, à partir du VIe millénaire av. J.-C., fut le fait de nouvelles populations de migrants, qui importèrent dans l'île les céréales et les animaux domestiques. Ce n’est qu’à partir de cette date (vers 5700 av. J.-C.) que la colonisation de la Corse fut effective, c’est-à-dire pérenne. Il faut toutefois insister sur la réelle difficulté qu’a dû représenter pour ces populations la conquête de territoires aussi éloignés. La difficulté n’est pas technique, il s’agit d’une difficulté avant tout sociale : l’émergence d’une société insulaire ne pouvait se faire qu’en s’appuyant sur une population nombreuse et un tissu de liens sociaux efficaces, deux conditions qui ont dû être difficiles à réunir. 
Il ne faudrait surtout pas croire que le peuplement de ces îles ait pu se faire à partir de l’arrivée de quelques pirogues ou frêles embarcations. Il a forcément fallu que les groupes disposent de suffisamment de membres pour rendre leur séjour attrayant et ne pas subir les conséquences d’une trop grande consanguinité. Les ruptures que l’on constate dans les productions matérielles des premières communautés de Corse témoignent probablement de ces difficultés de peuplement et d’un renouvellement fréquent des populations. En effet, entre le VIe et le IVe millénaire, les productions des communautés insulaires sont en tout point similaires à celles des groupes continentaux, sans pour autant montrer de réelles continuités les unes avec les autres. Tout porte à croire que les arrivants se succèdent sans que les groupes n’aient réellement le temps d’affirmer une spécificité culturelle. 
En dépit de ces probables difficultés, les sociétés insulaires se développent et s’affirment. À partir du IVe millénaire av. J.-C., la Corse est assez densément peuplée, les communautés agro-pastorales s’étant multipliées. C’est à cette époque que les premiers villages montagnards se développent, probablement sous l’effet d’une pression démographique de plus en plus pesante. Durant tout le Néolithique moyen (entre 4500 et 3500 av. J.-C.), les productions céramiques et lithiques des communautés insulaires s’inscrivent pleinement dans les courants culturels du sud de la France et du littoral italien, montrant que ces populations insulaires se développent au contact des autres sociétés méditerranéennes dont elles sont issues. 
La Corse apparaît comme un foyer précoce du mégalithisme en méditerranée occidentale dans le courant du Ve millénaire av. J.-C.. Le mégalithisme corse résulte d'une genèse locale et d'influences extérieures. Il connaît son plein développement à la fin du Néolithique et au début de l'âge du Bronze. 
C’est également au cours de ce IVe millénaire que les réseaux d’échange s’intensifient : l’obsidienne sarde est désormais distribuée en Corse, et de manière marginale dans le nord de l’Italie, en Provence, le long de la vallée du Rhône, en Languedoc, dans les Pyrénées et jusqu’en Catalogne. C’est encore à partir de cette époque que s’affirment certains traits identitaires forts, notamment dans les domaines funéraires ou religieux, qui connaîtront un développement extraordinaire à l’Âge du bronze (entre 2000 et 800 av. J.-C.), avec l'apparition des statues-menhirs et de la culture torréenne.
Il ne faudrait toutefois pas croire que les communautés des îles se renfermèrent pour autant sur elles-mêmes. Bien au contraire, ces sociétés commerçantes se sont développées sur les littoraux et le long des voies de communication, profitant de la position de ces îles dans le bassin méditerranéen pour prospérer. À tel point que, dès la fin du IVe millénaire (3000 av. J.-C.), ces sociétés produisent sur place les plus anciens éléments métalliques à ce jour découverts en Méditerranée occidentale. Ces objets en cuivre arsénié soulignent l’intégration des insulaires corses et sardes à des circuits d'échange alors étendus au bassin oriental de la Méditerranée. La découverte sur les rivages de Corse et de Sardaigne de plusieurs lingots de cuivre "en peau de bœuf" de provenance chypriote et d'un bracelet en ambre de la Baltique et en perles de verres d'origine syro-égyptienne à Campu Stefanu atteste l'existence de ces réseaux d'échange à très longue distance.